# Mayra Montero

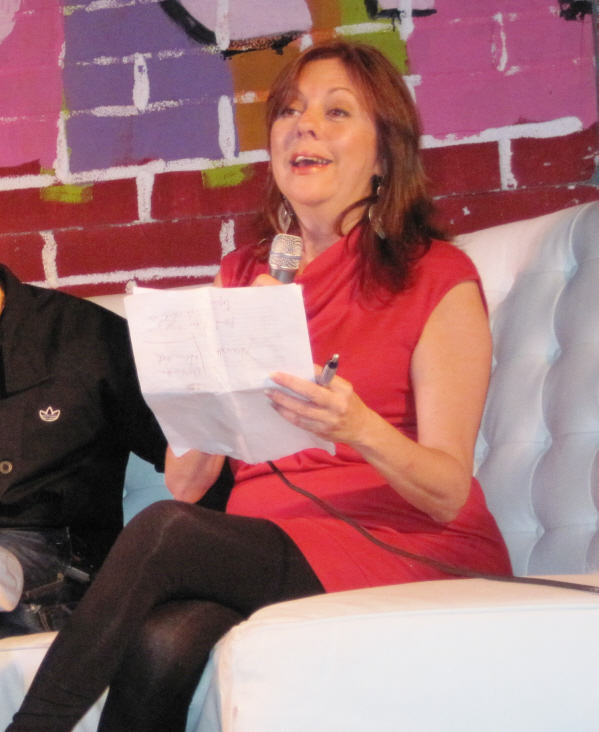
Một bức ảnh của bà Mayra Montero vào năm 2019.

Mayra Montero (sinh năm 1952) là một nhà văn nổi tiếng người Cuba gốc Puerto Rico.

## Tiểu sử
Montero sinh ra ở Havana, Cuba vào năm 1952. Cô là con gái của Manuel Montero, một nhà văn và diễn viên hài người Cuba rất thành công, người đã lập nghiệp ở cả Cuba và Puerto Rico, nơi anh và gia đình chuyển đến khi Mayra còn là một cô gái trẻ. Manuel, có bút danh là "Membrillo", đã gặt hái thành công lớn nhất khi chơi "Ñico Fernández", một nhân vật hài trong truyền hình Puerto Rico. Nhân vật này là một người nhập cư Cuba có thói quen sử dụng cường điệu để mô tả quê hương và tất cả mọi thứ của Cuba.
Mayra Montero đã sống ở Puerto Rico từ giữa những năm 1960. Cô học báo chí ở México và Puerto Rico và làm việc nhiều năm với tư cách là phóng viên ở Trung Mỹ và Caribbean. Trong những năm 1980, cô là một biên tập viên trang biên tập cho tờ nhật báo El Mundo hiện không còn tồn tại, tại thời điểm tờ báo của Puerto Rico. Mayra Montero hiện là một nhà báo rất được hoan nghênh ở Puerto Rico và viết một chuyên mục hàng tuần "Antes que llegue el lunes" (Trước khi thứ Hai đến) trên báo El Nuevo Dia.
Mayra Montero hiện đang chiến đấu với bệnh ung thư nhưng vẫn tiếp tục một cuộc sống chuyên nghiệp tích cực.

## Tác phẩm văn học
Tất cả các cuốn sách của Mayra Montero được viết ban đầu bằng tiếng Tây Ban Nha và đã được dịch rộng rãi sang tiếng Anh và các ngôn ngữ khác. Cuốn sách đầu tiên của Montero là một tập truyện ngắn, Hai mươi ba và một con rùa. Cuốn sách thứ hai của cô, một cuốn tiểu thuyết có tựa đề The Braid of the Beautiful Moon, là tác phẩm cuối cùng cho giải thưởng Herralde, một trong những giải thưởng văn học uy tín nhất châu Âu. Mỗi cuốn sách tiếp theo của Mayra Montero là Đêm cuối cùng tôi dành cho bạn, Màu đỏ của bóng tối của anh ấy, Trong lòng bàn tay bóng tối và Sứ giả đã được xuất bản tại Hoa Kỳ trong bản dịch của Edith Grossman, cũng như ở một số nước châu Âu. Cuốn tiểu thuyết mỏng hoặc tiểu thuyết, The Last Night I Spent With You có lẽ là thứ rõ ràng nhất về tình dục. Tác phẩm phi hư cấu khác của cô xuất hiện thường xuyên trong các ấn phẩm học thuật và văn học trên toàn thế giới. Cuốn tiểu thuyết gần đây nhất của Mayra Montero Son de Almendra là sản phẩm của một nghiên cứu sâu rộng về vụ sát hại thủ lĩnh mafia Albert Anastasia tại khách sạn Park Sheraton ở New York vào năm 1957.